# Евтим Милошев
Евтим Петров Милошев е български телевизионен продуцент. Мажоритарен собственик в продуцентските компании „Дрийм Тийм Прадакшънс“, „Дрийм Тийм Филмс“ и председател на Асоциацията на филмовите и телевизионните продуценти в България (АФТП).

## Биография
Роден на 2 май 1968 г. в София. Завършва Строителния техникум в София. Изкарва задължителната двугодишна казармена подготовка, след нея следва в Университет по архитектура, строителство и геодезия и през 1995 г. защитава магистърска степен по геодезия.

### Ранни години (1991 – 2006)
Става част от основното ядро на създателите на студентската програма „Ку-Ку“, която се излъчва в ефира на БНТ от 1990 до 1994 г.
В годините на създаването на първия частен телевизионен канал в България bTV Милошев е сред основателите на „Шоуто на Слави“.
В периода до 2006 г. Милошев има роля като продуцент и в реализацията на предаванията „Каналето“ и „Хъшове“ по БНТ. От 2004 г. той продуцира телевизионната игра във „Вот на доверие“ с водещ Иван Гарелов, както и първият американски риалити формат-игра на bTV – „Красавицата и отличникът“.

### Независим продуцент
През 2006 г. Евтим Милошев създава продуцентска къща „Дрийм Тийм Прадакшънс“, заедно с актьора Любомир Нейков и сценариста Иван Спасов. Към марката се присъединяват актьорите Христо Гърбов, Кръстю Лафазанов и Руслан Мъйнов, с които през 2007 г. компанията създава комедийното шоу „Комиците“.
През 2009 г. Евтим Милошев е сред основателите на Асоциацията на филмовите и телевизионните продуценти в България (АФТП). Член е на Управителния ѝ съвет до 2012 г., когато е избран за неин председател.
През 2012 г. Милошев създава продуцентска компания „Дрийм Тийм Филмс“ заедно с продуцентите Габриел Георгиев и Иван Спасов, чиято основна дейност е фокусирана в областта на филмопроизводството.
Евтим Милошев е продуцент на сериали, шоу-програми, публицистични ток-шоу предавания, риалити формати, заснемането на телевизионни реклами и реализирането на театрални спектакли. Работи с държавната обществена телевизия БНТ, първата частна телевизия bTV, както и частните канали НТВ и ТВ7.
Милошев изнася лекции на магистрантите от Нов български университет и на магистрантите от специалност „Журналистика, продуцентство и финанси“, във Висшето училище по застраховане и финанси.
В края на 2016 г. Евтим Милошев е удостоен с почетен знак „Златен век“.
През 2024 г. БНТ засне сериала "Всичко за сина ми" по идея на Евтим Милошев, като в една от главните роли играе Петър Милошев - син на Евтим Милошев. Съпругата на Евтим Милошев Христина Апостолова пък е главен сценарист и играе една от ролите. Премиерата бе насрочена за 5 януари 2025 г.https://bnt.bg/news/serialat-vsichko-za-sina-mi-s-premiera-na-5-yanuari-po-bnt-334714news.html https://www.hiclub.bg/article/7871450https://www.az-jenata.bg/a/8-svobodno-vreme/73104-dimitar-rachkov-igrae-sas-sina-na-evtim-miloshev-v-nov-serial

### Политическа дейност
В периода 9 април 2024 г.  – 16 януари 2025 г. е служебен министър на туризма. 